# Aphis ononidis
Aphis ononidis är en insektsart. Aphis ononidis ingår i släktet Aphis och familjen långrörsbladlöss. Inga underarter finns listade i Catalogue of Life.